# Darren Shahlavi
Darren Shahlavi (Stockport, 5 agosto 1972 – Los Angeles, 14 gennaio 2015) è stato un attore, artista marziale e stuntman inglese.
È morto all'età di 42 anni in seguito ad un improvviso infarto causato dall'arteriosclerosi da cui era affetto.

## Filmografia

### Attore

#### Cinema
- The Turbulent Affair, regia di China Chung (1991)
- Hero's Blood, regia di China Chung (1991)
- Xue zhai, regia di Fu Oi-Chu (1991)
- Lie xue jie tou, regia di Chung Siu-Tong (1991)
- Huan kan jin zhao, regia di Fu Oi-Chu (1992)
- Long kua si hai zhi zhi ming qing ren, regia di Phillip Ko (1993)
- Yan pei dang lung, regia di Andrew Lau (1993)
- Hong tian mi ling, regia di Poncho Bautista, Godfrey Ho e Phillip Ko (1994)
- Die xue rou qing, regia di Phillip Ko (1995)
- Baak bin sing gwan, regia di Jing Wong e Yip Wai-Man (1995)
- Soldi proibiti (Les anges gardiens), regia di Jean-Marie Poiré (1995)
- Matira ang matibay, regia di Phillip Ko e Jim Gaines (1995)
- Tai ji quan, regia di Chang Hsin-Yen e Yuen Wo Ping (1996)
- Bloodmoon, regia di Leung Siu-Hung (1997)
- Dian zi ge men zhan shi, regia di Phillip Ko (1998)
- Sao hei te qian dui, regia di Phillip Ko (1999)
- Hostile Environment, regia di David A. Prior (1999)
- G.O.D., regia di Dean Rusu (2001)
- Legion of the Dead, regia di Olaf Ittenbach (2001)
- Xtreme Warriors, regia di Phillip Ko (2001)
- Le spie (I Spy), regia di Betty Thomas (2002)
- Sometimes a Hero, regia di Jalal Merhi (2003)
- Beyond the Limits, regia di Olaf Ittenbach (2003)
- The Final Cut, regia di Omar Naim (2004)
- Jiminy Glick in Lalawood, regia di Vadim Jean (2004)
- Summer Storm, regia di Nastasha Baron (2004)
- Alone in the Dark, regia di Uwe Boll (2005)
- BloodRayne, regia di Uwe Boll (2005)
- Slither, regia di James Gunn (2006)
- 500 to 1, regia di Bruce Fontaine – cortometraggio (2006)
- 300, regia di Zack Snyder (2006) – non accreditato
- In the Name of the King (In the Name of the King: A Dungeon Siege Tale), regia di Uwe Boll (2007)
- Alien Hunt - Attacco alla Terra (Alien Agent), regia Jesse V. Johnson (2007)
- Watchmen, regia di Zack Snyder (2009)
- Ip Man 2, regia di Wilson Yip (2010)
- Born to Raise Hell, regia di Lauro David Chartrand-DelValle (2010)
- Cappuccetto rosso sangue (Red Riding Hood), regia di Catherine Hardwicke (2011)
- Tactical Force - Teste di cuoio (Tactical Force), regia di Adamo P. Cultraro (2011)
- The Package, regia di Jesse V. Johnson (2012)
- Presa mortale - Il nemico è tra noi (The Marine 3: Homefront), regia di Scott Wiper (2013)
- Steel Town, regia di Nicolas Hurt – cortometraggio (2014)
- Jaya, regia di Philippe Tullio – cortometraggio (2015)
- Pound of Flesh, regia di Ernie Barbarash (2015)
- Tomorrowland - Il mondo di domani (Tomorrowland), regia di Brad Bird (2015)
- Kickboxer - La vendetta del guerriero (Kickboxer: Vengeance), regia di John Stockwell (2016)
- Zambo Dende: Predictable night, regia di Riccardo Gabrielli R. – cortometraggio (2017)

#### Televisione
- Il club delle sopravvissute (The Survivors Club), regia Christopher Leitch – film TV (2004)
- Amerika - Un paese sotto scacco (Meltdown), regia Jeremiah S. Chechik – film TV (2004)
- Missing (1-800-Missing) – serie TV, episodio 2x18 (2005)
- Merlino e l'apprendista stregone (Merlin's Apprentice) – miniserie TV, puntate 01-02 (2006)
- Reaper - In missione per il Diavolo (Reaper) – serie TV, episodio 1x04 (2007)
- Bionic Woman – serie TV, episodio 1x04 (2007) – non accreditato
- Intelligence – serie TV, episodi 2x11-2x12 (2007)
- Smallville – serie TV, episodio 9x04 (2009) – non accreditato
- Sanctuary – serie TV, episodi 1x10-2x05 (2008-2009)
- Human Target – serie TV, episodio 2x07 (2011)
- Mortal Kombat: Legacy – webserie, webisodi 1x01-1x02-1x09 (2011)
- True Justice – serie TV, episodi 2x05-2x06-2x07 (2012)
- Aladdin and the Death Lamp, regia di Mario Azzopardi – film TV (2012)
- Arrow – serie TV, episodio 1x01 (2012)
- Borealis, regia di David Frazee – film TV (2013)
- Red Widow – serie TV, episodio 1x02 (2013) – non accreditato
- Continuum – serie TV, episodio 2x02 (2013)
- C'era una volta nel Paese delle Meraviglie (Once Upon a Time in Wonderland) – serie TV, episodio 1x08 (2013)
- Big Thunder, regia di Rob Bowman – film TV (2013)
- Metal Hurlant Chronicles - serie TV, episodi 1x01-2x02 (2012-2014)
- High Moon, regia di Adam Kane – film TV (2014)

### Stuntman
- The Turbulent Affair, regia di China Chung (1991)
- Hero's Blood, regia di China Chung (1991)
- Die xue rou qing, regia di Phillip Ko (1995)
- Sometimes a Hero, regia di Jalal Merhi (2003) – non accreditato
- Beyond the Limits, regia di Olaf Ittenbach (2003)
- The Chronicles of Riddick, regia di David Twohy (2004) – non accreditato
- Blade: Trinity, regia di David S. Goyer (2004) – non accreditato
- 300, regia di Zack Snyder (2006)
- Una notte al museo (Night at the Museum), regia di Shawn Levy (2006)
- In the Name of the King (In the Name of the King: A Dungeon Siege Tale), regia di Uwe Boll (2007) – non accreditato
- Postal, regia di Uwe Boll (2007)
- Ultimatum alla Terra (The Day the Earth Stood Still), regia di Scott Derrickson (2008)
- Una notte al museo 2 - La fuga (Night at the Museum: Battle of the Smithsonian), regia di Shawn Levy (2009)
- Smokin' Aces 2: Assassins' Ball, regia di P.J. Pesce - film TV (2010)
- Repo Men, regia di Miguel Sapochnik (2010)
- The Stranger - Lo straniero (The Stranger), regia di Robert Lieberman - film TV (2010)
- Mission: Impossible - Protocollo fantasma (Mission: Impossible - Ghost Protocol), regia di Brad Bird (2011) – non accreditato
- Pompei (Pompeii), regia di Paul W. S. Anderson (2014)

## Doppiatori italiani
Nelle versioni in italiano delle opere in cui ha recitato, Darren Shahlavi è stato doppiato da:
- Riccardo Scarafoni in Born to Raise Hell
- Alessandro Zurla in Continuum